# Chiesa di San Paolo (Solarino)
La chiesa di San Paolo Apostolo è una delle due chiese parrocchiali, nonché la chiesa madre di Solarino.
Si trova posta sul lato sud-ovest della piazza del Plebiscito, nel centro storico del comune.

## Storia
Nel 1764 sotto la guida del maestro lapicida Luciano Alì (1736-1820) iniziarono i lavori di costruzione durati più di cent'anni, essendo stati ultimati soltanto nel 1887.
Sebbene il progetto originale dell'edificio non è stato mai rinvenuto, è probabile che sia stato opera dello stesso Alì che, in tale periodo, rivestiva la carica di “architetto della Città di Siracusa” e che il materiale di costruzione - così come era avvenuto per il vicino Palazzo Requisenz - provenisse dalla località Maltese, all'epoca, ricca di cave di pietra calcarea.
Sin dall'inizio, i lavori andarono molto a rilento a causa di mancanza di fondi, cosicché nel 1830 si rese necessario un nuovo progetto per il completamento della costruzione, la cui realizzazione venne affidata al perito urbano architetto padre Bonaventura da Sortino. Nonostante ciò, dopo circa venticinque anni dall'inizio dei nuovi lavori, erano state ultimate soltanto la copertura nelle tre navate, la cella campanaria e la torretta dell'orologio, in tufo calcareo. Bisognerà attendere il 1887 per il completamento della parte interna con la realizzazione degli intonaci e della pavimentazione in pietra pece. Successivamente, nel 1914, l'originario orologio con quadrante in pietra venne sostituito con quello attuale, di proprietà del comune.
Il 19 febbraio 1938, in occasione del XIX Centenario della conversione di Paolo, si ebbe la consacrazione dell'edificio religioso ad opera dell'allora arcivescovo di Siracusa monsignor Ettore Baranzini, anche se, in effetti, la chiesa veniva già utilizzata per le funzioni religiose da più di un secolo. Infine, nel biennio 1952-'53, si è ebbe il completamento del prospetto della chiesa, con l'aggiunta di parte della trabeazione del secondo ordine e del frontale triangolare.
Gli ultimi interventi architettonici risalgono agli anni novanta. A seguito dello scollamento dei blocchi calcarei dovuto al cosiddetto terremoto di Santa Lucia, la torretta dell'orologio è stata consolidata con una cerchiatura metallica al fine di evitare ulteriori lesioni; successivamente, nel 1999 i tre portoni della chiesa sono stati ricoperti da pannelli in bronzo raffiguranti la storia dell'apostolo Paolo realizzati dall'artista solarinese Lucia Miano.
Dieci anni dopo, nel giugno del 2009, in occasione della chiusura dell'Anno Paolino, sono state eseguite ulteriori modifiche alla facciata principale: nel finestrone centrale è stata collocata una vetrata istoriata raffigurante lo stendardo ottocentesco del patrono custodito all'interno della chiesa stessa ed è stata ripristinata la croce sulla sommità del frontone.

## Descrizione
Il simulacro di San Paolo - di periodo incerto - è in legno di pero selvatico e secondo la leggenda tramandataci dall'antropologo Giuseppe Pitrè, era opera di un pastore e venne ritrovata nella Grotta di San Paolo a Cozzo Collura insieme ad una scodella, un cucchiaio di legno ed un pentolino.
La sua particolarità, che ne fa un unico nel suo genere, è legata alla rappresentazione dell'apostolo, dal momento che si discosta totalmente dall'iconografia classica.
La statua, infatti, raffigura sia "Saulo", dal momento che ha indosso la lorica, tipica corazza dei soldati romani, lo sguardo al cielo e la mano sinistra al petto, con evidente richiamo alla folgorazione sulla via di Damasco, sia "Paolo", con la rappresentazione, nella mano destra, della spada con la vipera attorcigliata, chiaro riferimento al prodigio effettuato dal Santo a Malta e descritto negli Atti degli Apostoli.

### L'esterno
La facciata è caratterizzata, da due piani rialzati di due ordini diversi: ionico, quello superiore, e dorico, quello inferiore.
La parte superiore è caratterizzata da sei paraste con un finestrone centrale in cui ha trovato alloggio, dal giugno del 2009, una raffigurazione in vetro policromo del simulacro di San Paolo contenuto all'interno della chiesa medesima. Sempre nella parte superiore, sul lato destro, si trova alloggiata la cella campanaria con tre campane (le più grandi che si affacciano sul prospetto principale, mentre, la più piccola, su quello laterale) sormontata dall'orologio civico, di forma rotonda, a cifre romane.
La parte inferiore, invece, presenta cinque paraste (una è stata inglobata in una costruzione adiacente alla chiesa) che intervallano i tre portali.

### L'interno
La chiesa ha una pianta a croce latina, è a tre navate - divise da quattro archi per lato, poggianti su pilastri - coperte da volte di gesso: a botte lunettata quella centrale ed a crociera quelle laterali.
Nella navata sinistra, si possono ammirare: il battistero con il marmoreo fonte battesimale; l'altare di San Francesco d'Assisi che custodisce una statua in legno del santo, opera ottocentesca dello scultore palermitano Rosario Bagnasco; l'altare dell'Immacolata con la statua lignea della Vergine, realizzata nel 1897 a Spadafora dallo statuario Michele Salerno; la statua di Maria Santissima Addolorata, realizzata nel 1961, posta in una nicchia, ed il quadro delle Anime del Purgatorio, realizzato nel 1858 dal pittore Andrea Mellina, che raffigura la Santissima Trinità e le Anime Purganti. La cappella in fondo alla navata contiene il sontuoso altare del patrono, finito di costruire nel maggio 1887, ove è custodita l'omonima statua lignea.
Nella navata di destra trovano collocazione: una lapide marmorea ed un monumento di ceramica - opera del calatino Luigi Angelico - eretto nel 1981 in occasione del cinquantenario della morte del missionario solarinese Padre Paolo Barbagallo, avvenuta in Birmania il 6 ottobre 1931; segue, l'altare di San Giuseppe costruito nel 1906 che accoglie la statua in cartapesta del santo; l'altare della Madonna del Carmine dove è esposto il simulacro in cartapesta e legno della Vergine con il Bambino, la statua di Santa Teresa d'Avila che arreda l'interno di una nicchia ed infine l'altare del Cristo alla Colonna contenente l'omonima statua del 1817 e che era già stato dedicato a San Francesco di Paola.
In fondo alla navata, si trova la cappella del Santissimo Sacramento, affrescata nel 1933 dal floridiano Francesco Guardo con una tecnica mista su intonaco stagionato. Al suo interno è conservata la statua in legno del Sacro Cuore, anch'essa del 1933. Nella parte frontale che fa da sfondo alla statua del Cristo, sono rappresentati Dio Padre e lo Spirito Santo; mentre, nei quattro pennacchi delle volte a crociera, la Fede, la Speranza e la Carità e San Tarcisio confortato da Gesù. I quattro angoli dell'intradosso dell'arco che immette nella cappella sono, poi, decorati da finti stucchi rappresentanti fasci di spighe e grappoli d'uva.
Nella navata centrale, sul palco di cantoria, addossato alla controfacciata, è situato un grande organo a nove registri sonori e a cinquecentosessantanove canne, costruito nel 1921 dalla ditta Polizzi di Modica e recentemente restaurato nel 2001;   mentre, al terzo pilastro sinistro si trova il pulpito realizzato nel 1887. Infine, l'Arco Trionfale che si apre proprio al centro della navata denota un'estrema decisione di ampliamento adottata durante la costruzione della chiesa. Sull'altare maggiore in marmo, costruito nel 1938, che sostituì il precedente altare in legno danneggiato da un incendio, trionfa la "Conversione di San Paolo", una tela del 1808 dipinta dal pittore palazzolese Paolo Tanasi.
La volta, a differenza di quelle delle navate laterali, è riccamente affrescata con motivi floreali e con quattro grandi quadri raffiguranti scene della vita di San Paolo, risalenti all'inizio del XX secolo, restaurati nella seconda metà degli anni sessanta.
Particolare interesse rivestono le nove ninfe ovvero i lampadari interamente in cristalli smerigliati con decorazioni in rame sbalzato e dorato, che adornano la navata centrale e gli archi che immettono da questa alle navate laterali. Quando ancora a Solarino non c'era l'energia elettrica le ninfe funzionavano a candele che furono sostituite dalle lampadine a energia elettrica la sera dell'8 dicembre 1922, giorno in cui fu inaugurata l'illuminazione pubblica.
Altrettanto ricca d'arte è la sagrestia con il gruppo ligneo che rappresenta l'Annunziata e l'Arcangelo Gabriele, realizzato nel 1986 ad Ortisei dallo scultore Giuseppe Stuflesser, con il contributo dei solarinesi residenti negli Stati Uniti d'America, in sostituzione del precedente manufatto in gesso risalente agli anni venti.

## La parrocchia
La parrocchia di San Paolo Apostolo fa parte dell'arcidiocesi di Siracusa e segnatamente del vicariato Palazzolo - Floridia.
Venne eretta giuridicamente alcuni anni dopo la fondazione della Terra di San Paolo dall'arcivescovo di Siracusa monsignor Giuseppe Antonio Requisenz con la nomina del primo parroco, don Giuseppe D'Angelo, l'8 aprile 1764.

## Galleria d'immagini

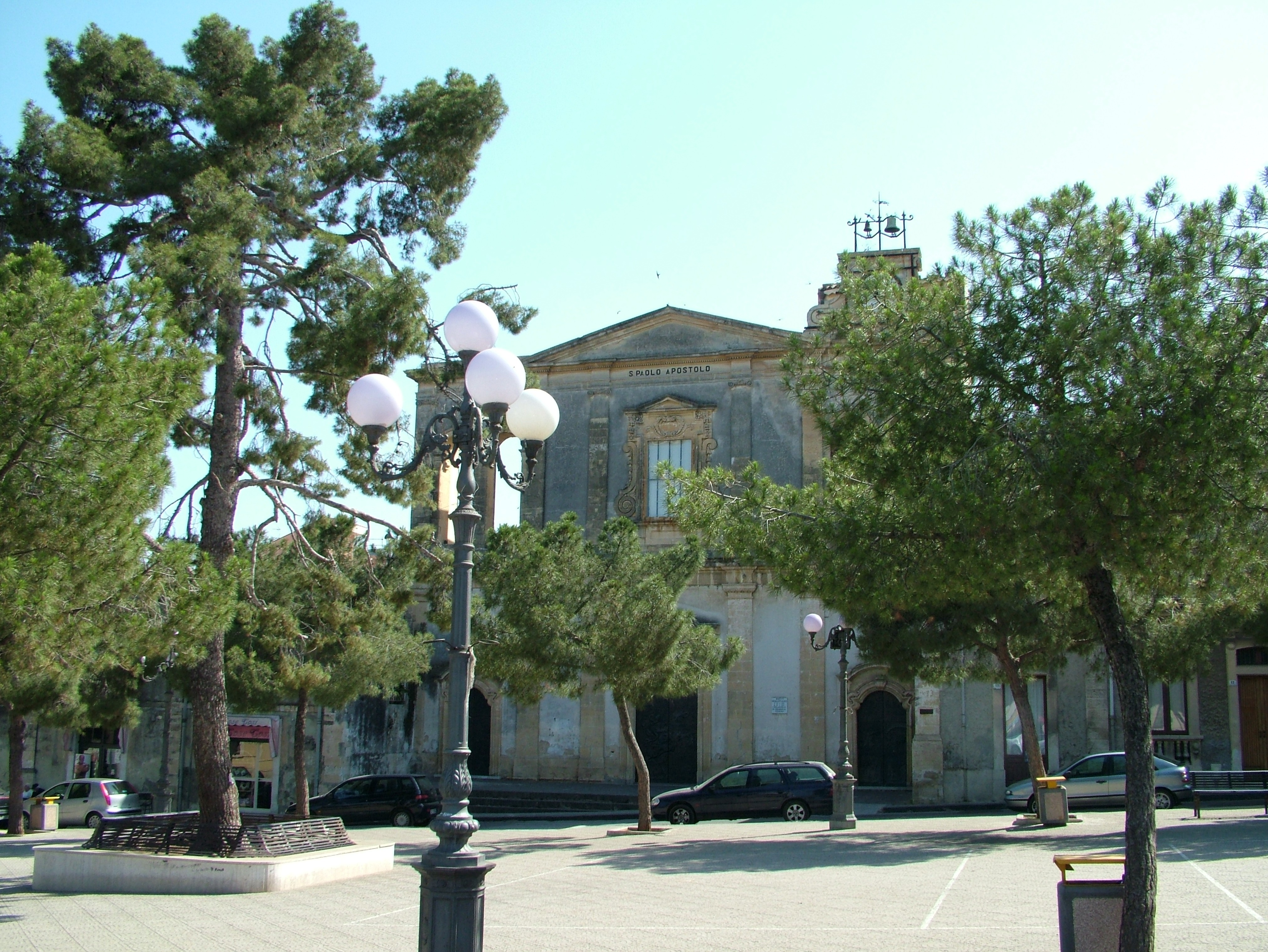
la chiesa vista da Piazza del Plebiscito.
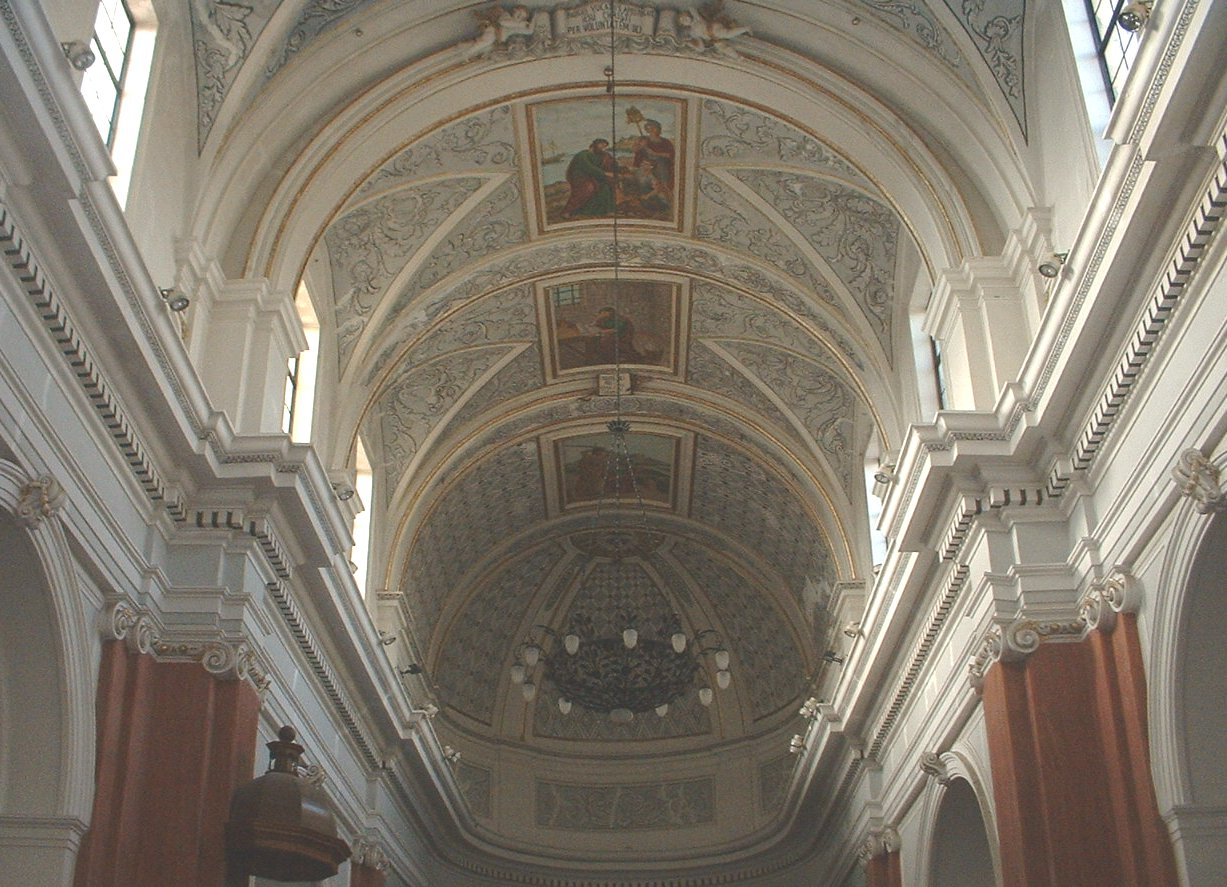
La volta della navata centrale, affrescata con scene della vita di San Paolo ed una ninfa.
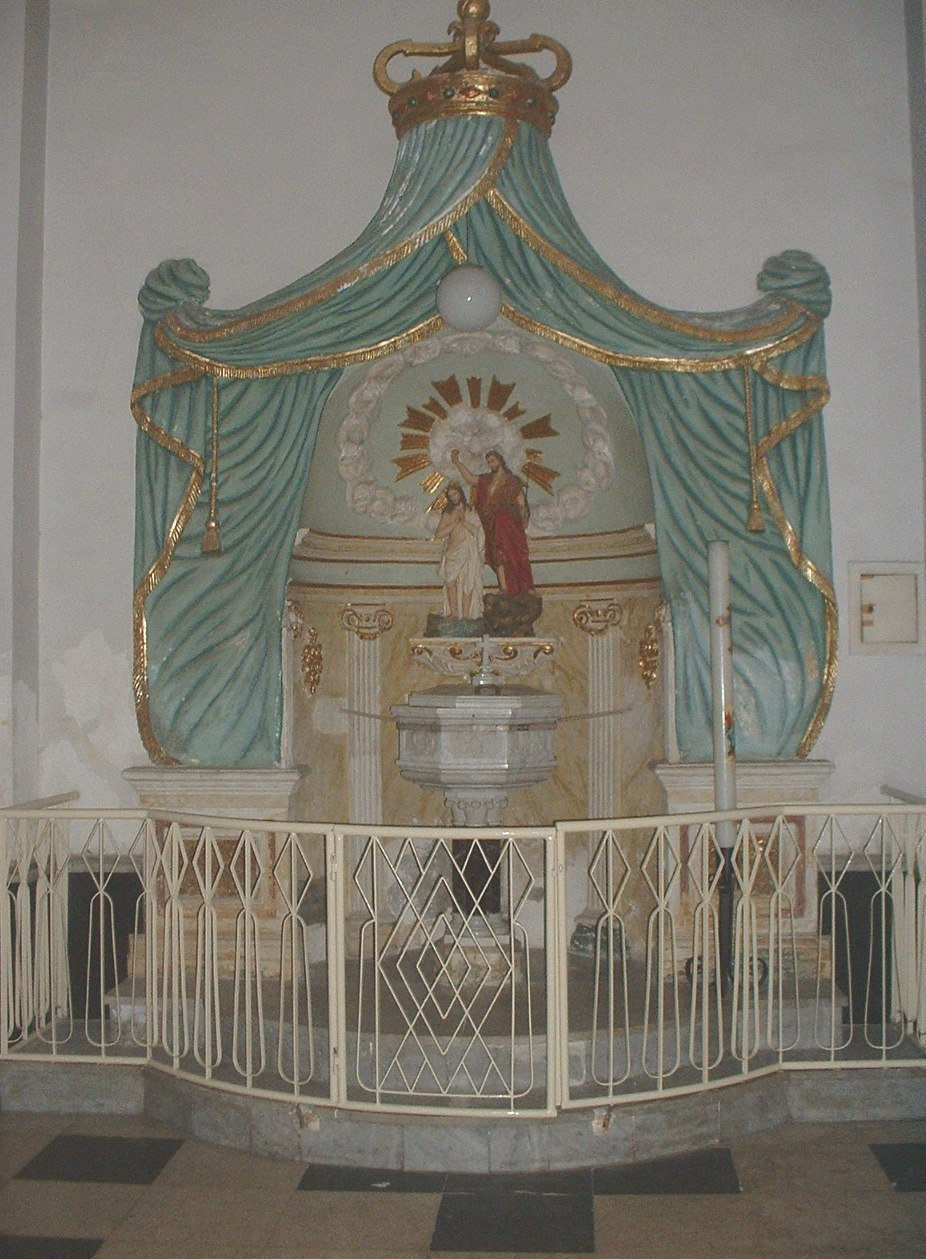
Il battistero ed il fonte battesimale.
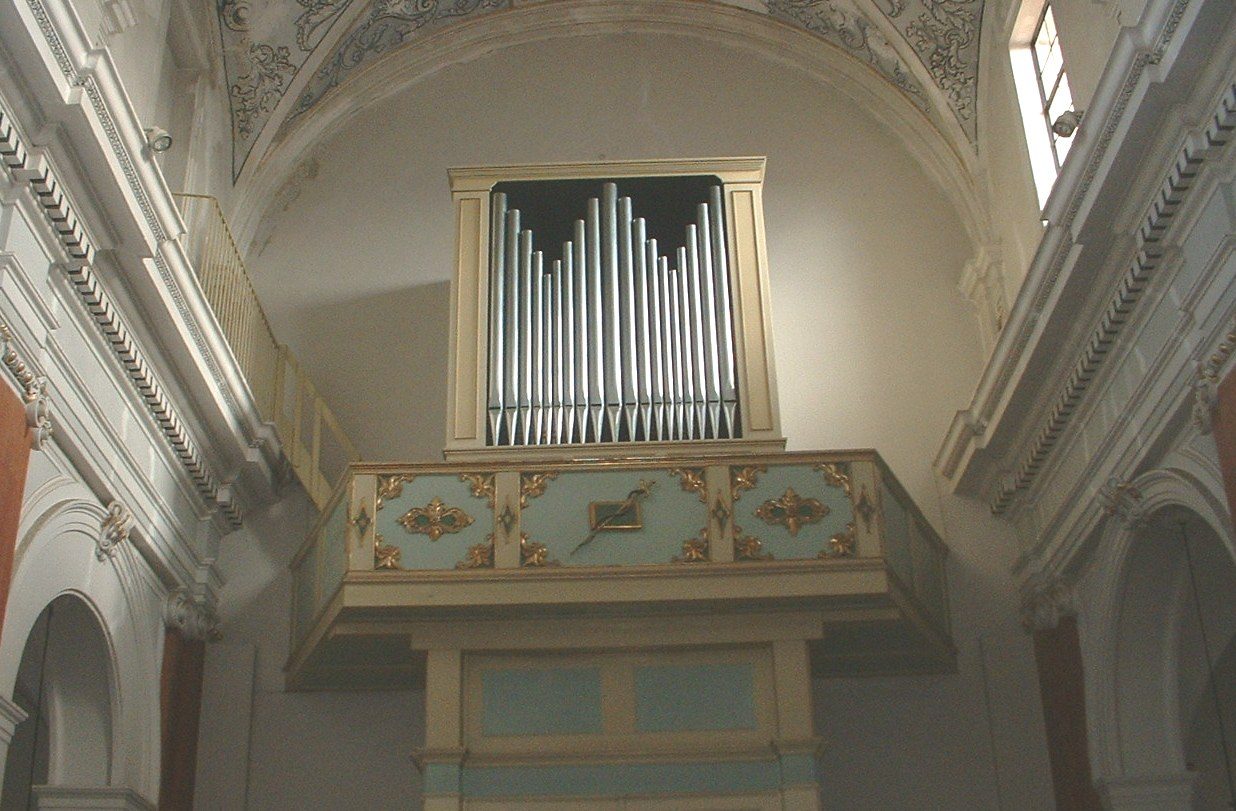
L'organo del 1921, dopo il restauro.
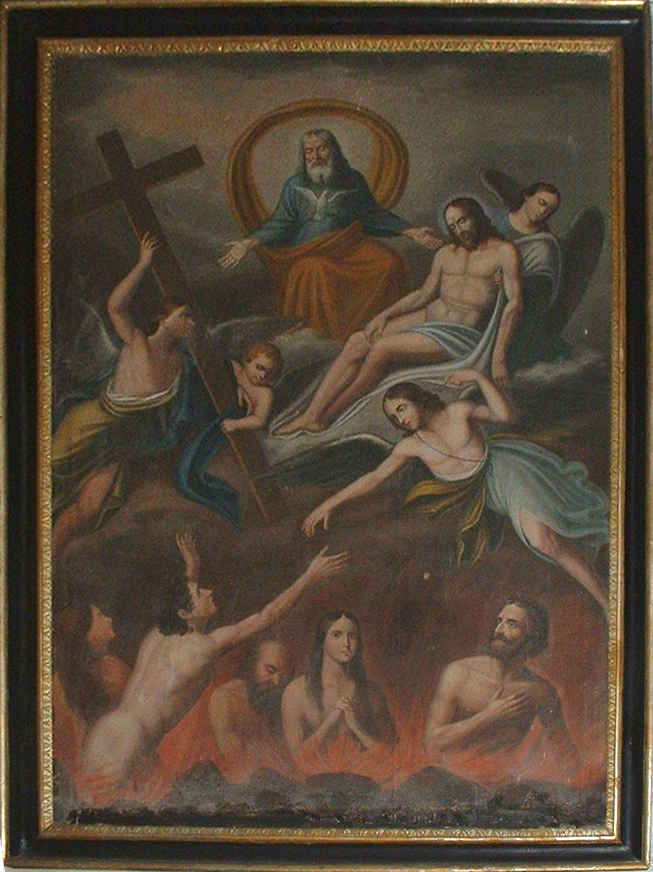
Andrea Mellina, "Le anime del Purgatorio" (1858).
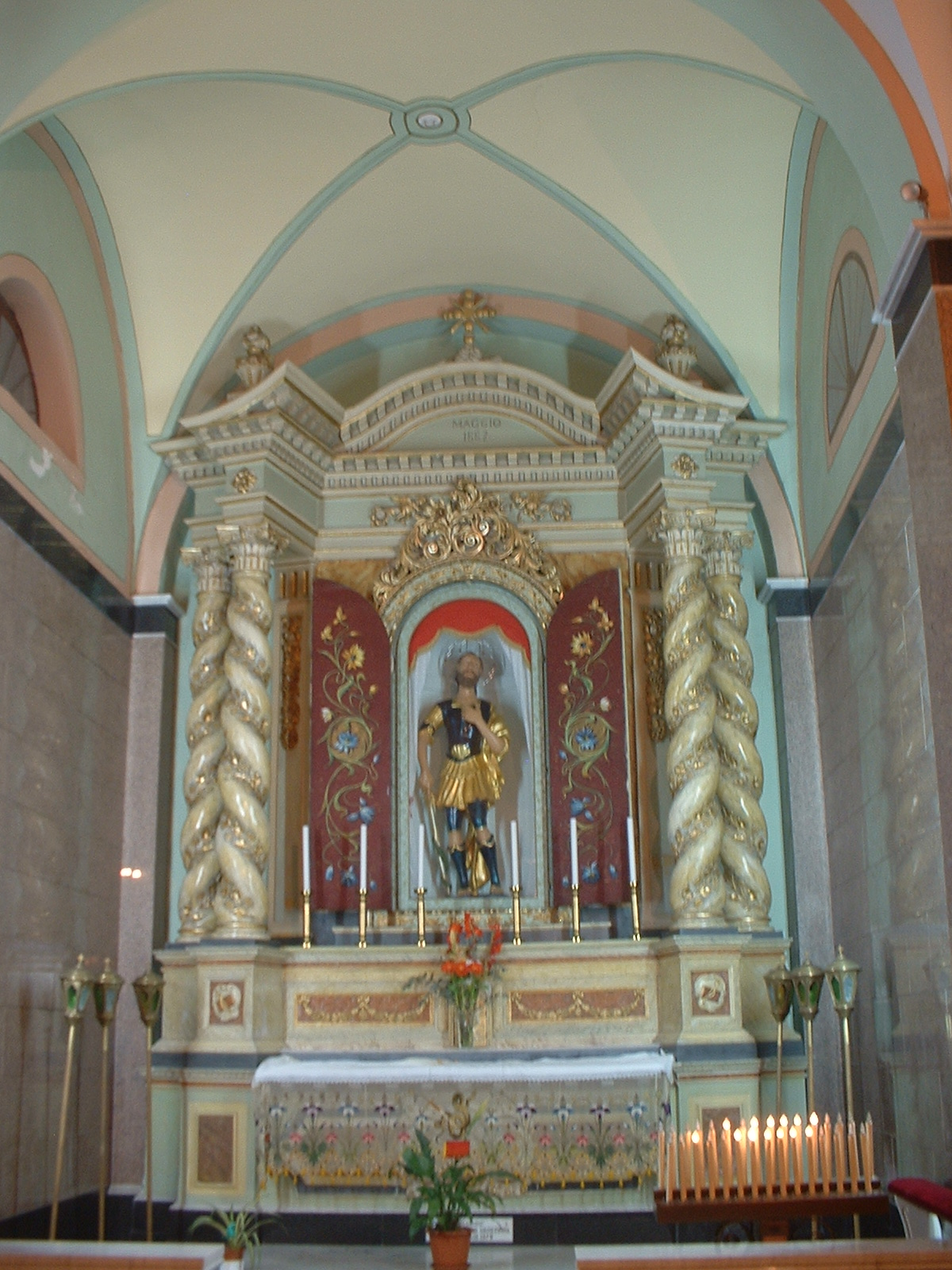
La cappella di San Paolo, con l'altare del 1887.
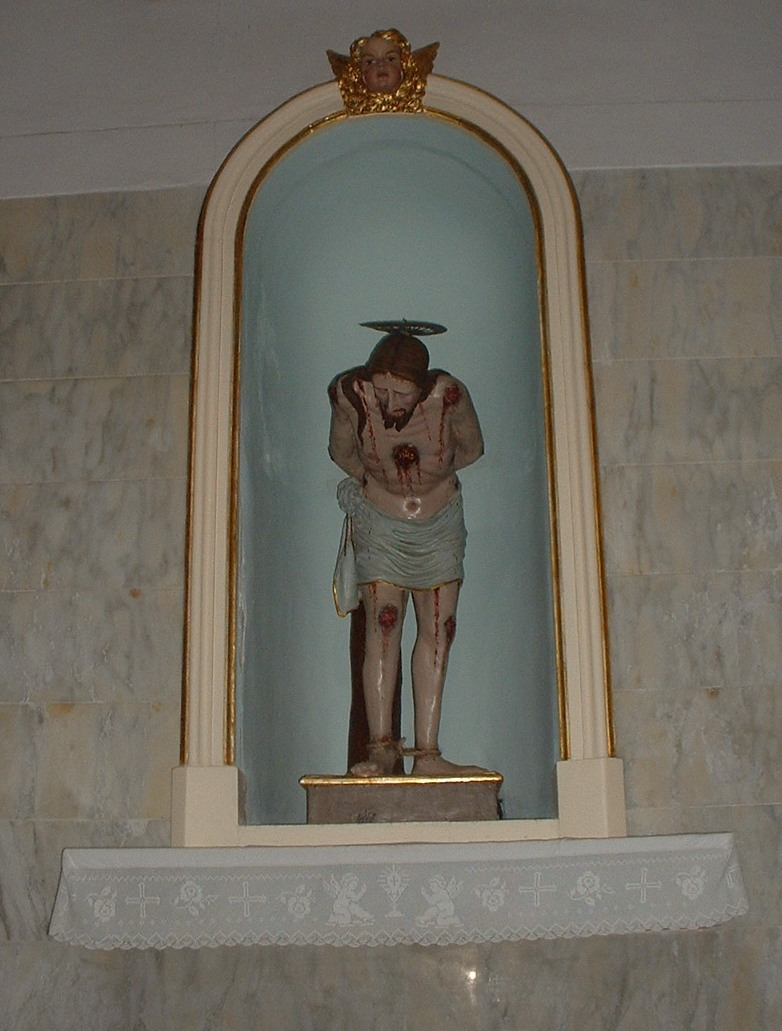
Il "Cristo alla colonna" (1817).
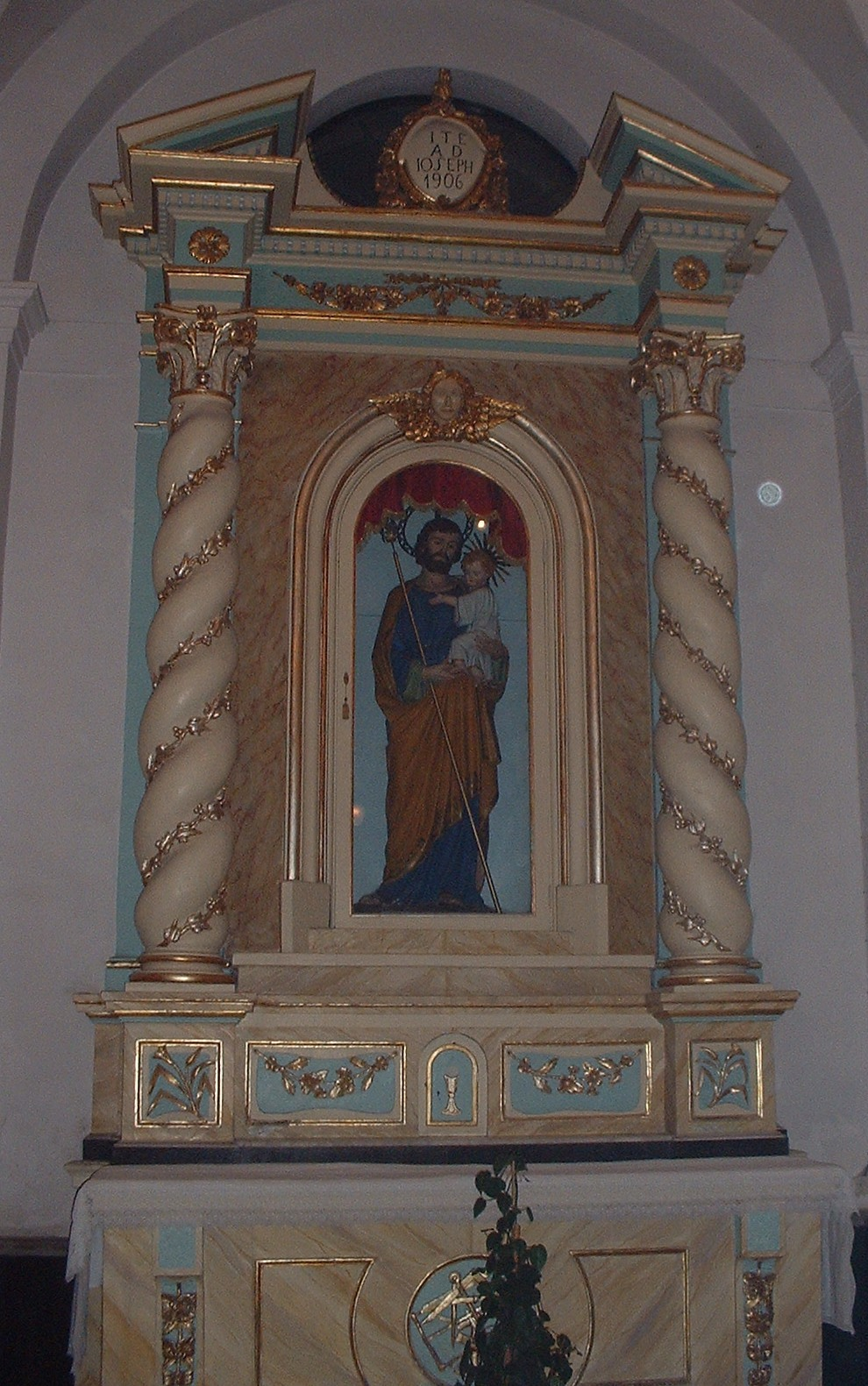
L'altare e la statua di San Giuseppe (1906).